# Feder (Esgrima)
Una Feder (plural Federn; també Fechtfeder, plural Fechtfedern), és un tipus d'espasa d'entrenament utilitzada en el Fechtschulen (escola d'esgrima alemanya) del Renaixement alemany. Aquestes armes han existit com a mínim des del segle xv, però només va ser àmpliament utilitzada durant el segle xvi (quan l'esgrima de l'espasa llarga ja havia caigut en desús, substituïda per l'esgrima de les rapiére), 
apareixent extensament en els manuals de combat d'aquell temps, particularment els de Paulus Hector Mair i Joachim Meyer. Va seguir essent empleada fins al segle XVIII en moltes sales d'esgrima que l'empraven per ampliar coneixements.
L'origen del terme "Feder" per a aquestes espases és incert. La paraula alemanya feder es tradueix com "ploma", però també es feie servir per designar una molla metàl·lica al segle xvii (coincidint aproximadament amb el nom de l'arma). El terme Fechtfeder sembla estar connectat amb el nom del Federfechter, és a dir, "esgrimistes de plomes", un gremi o germanor d'esgrimistes format el 1570 a Praga. És possible que el terme Feder per a l'espasa de sparring aparegués al principi del segle xvi com una burla de l'arma de pràctica utilitzada pel Federfechter (que també rebien aquest nom perquè el seu emblema era una ploma) pels seus rivals, la Germanor de Sant Marc que es burlaven dels Federfechter anomenant-los "acadèmics" que suposadament eren millors amb una ploma que amb una espasa real. Johann Fischart en el seu Gargantua (1575) ja compara l'arma d'esgrima amb "una ploma que escriu amb sang". El terme Federschwert és modern.

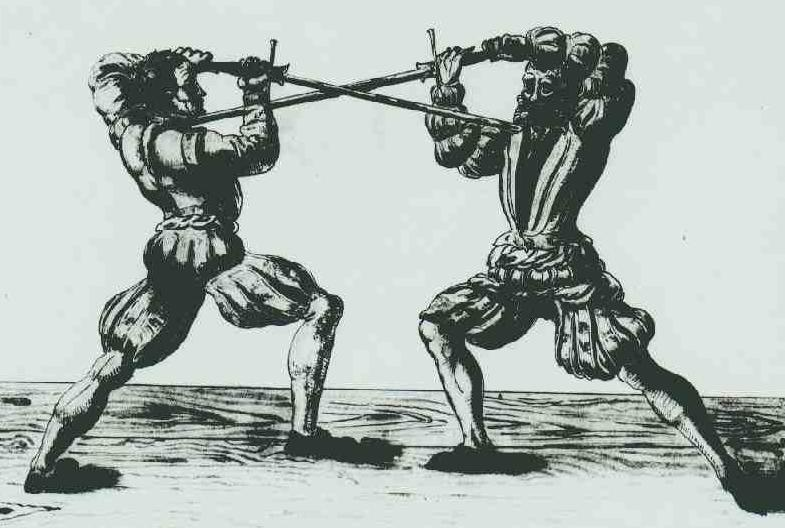
Federschwerter tal com es mostra en el manuscrit de Viena de Paulus Hector Mair (1540)

L'espasa consta d'una fulla molt fina i arrodonida amb un terç ample anomenat Schilt (en alemany "escut") i una guarnició i un pom pesats. Per això, té el mateix pes i equilibri que una espasa real, i es manega de manera idèntica. Actualment, la punta d'una Federschwert pot estar plegada o bé espatulada i coberta amb una màniga de cuir per l'estocada més segura, encara que no hi ha evidència històrica directa d'aquest ús.
La producció de Fechtfedern ha estat ressuscitada al segle XXI per ser utilitzada com a arma de combat i per a la competició en el context del renaixement de les Arts Marcials Històriques Europees. Entre alguns grups d'HEMA (l'acrònim de l'anglés Historical European Martial Arts), es creu que certes fonts històriques han anat disminuint progressivament la guarnició, tot i que això no sempre s'aplica a les reconstruccions modernes de les armes. A més, els Schilden, els atrapa-fulles, de les reconstruccions modernes, varien des de quadrats plans fins a Parierhaken amb doble punta. Alguns també tenen guarnicions personalitzats en forma d'un "S", i d'altres s'estenen a uns dos centímetres. Les formes del pom també varien, entre esferes clàssiques, diversos poliedres, medalles d'estil medieval o, més freqüentment, amb forma de llàgrima o ovalades.